# Xodrë
 (septembre 2014).
Si vous disposez d'ouvrages ou d'articles de référence ou si vous connaissez des sites web de qualité traitant du thème abordé ici, merci de compléter l'article en donnant les références utiles à sa vérifiabilité et en les liant à la section « Notes et références ».
Xodrë est un lieu d'habitation et le nom d'une tribu, situé à Lifou dans les îles Loyauté.
Dernière tribu du district de Lössi, située au sud de l'île à 25 min de Wé. Elle se situe sur des doubles falaises impressionnantes.